# Волнянка перечная
Волнянка перечная (Kidokuga piperita) — бабочка из подсемейства волнянок.

## Описание
Размах крыльев самцов 25-30 мм, самок 30—35 мм. Крылья лимонно-жёлтого цвета, на передних крыльях расплывчатое желтовато-бурое пятно неправильной формы с ясно выраженным уступом в дискальной части; между ним и внешним краем расположено четыре небольших такого же цвета пятен. белого цвета с 6—8 желтоватыми пятнами. На вершине брюшка у самок имеется пучок рыже-желтых волосков.

## Ареал
Впервые открыт на острове Аскольд. Обитает на юге Амурской области, в Еврейской АО, на юге Хабаровского края (от Хабаровска до Комсомольска-на-Амуре), в Приморском крае, на юге Сахалина и Южных Курилах (Кунашир). Встречается также в Китае, Корее и Японии.

## Биология
Лёт бабочек проходит с конца июня до середины августа. Живут в смешанных широколиственных лесах. Гусеницы питаются листьями дубов и кустарниковых розоцветных.